# Chapter Two
Chapter Two és una pel·lícula estatunidenca dirigida per Robert Moore, estrenada el 1979. Neil Simon va adaptar l'obra per la pel·lícula protagonitzada per James Caan i la llavors esposa de Simon, Marsha Mason, en qui es basa el personatge de Jennie. Fou nominada al Globus d'Or a la millor actriu dramàtica per Valerie Harper, a l'Oscar a la millor actriu i el Globus d'Or a la millor actriu musical o còmica ambdós per Marsha Mason i

## Argument
La trama tracta de George Schneider, un escriptor que ha quedat vidu fa poc i que és presentat a l'actriu de serials Jennie Malone pel seu germà i agent de premsa Leo i el seu millor amic Faye. El matrimoni infeliç de Jennie amb un futbolista s'ha dissolt després de sis anys, i no té clar si està preparada per començar una altra vegada. Ni George, ja que la memòria de la seva primera dona amenaça d'interferir amb qualsevol esforç per començar una nova relació i el problema és que els remordiments no són fàcils de gestionar..

## Repartiment
- James Caan: George Schneider
- Marsha Mason: Jennie MacLaine
- Joseph Bologna: Leo Schneider
- Valerie Harper: Faye Medwick
- Alan Fudge: Lee Michaels
- Judy Farrell: Gwen Michaels
- Debra Mooney: Marilyn

## Rebuda
Segons Sheridan Morley, "D'alguna manera va ser un punt crític per a Simon, el moment en què començava a utilitzar la seva pròpia vida per alguna cosa més que per una excusa per a un acudit. Va ser escrit com un homenatge a Marsha Mason, la seva segona muller i la seva tolerància amb el seu dolor durador arran de la mort de la seva primera dona... És molt dur, entre acudits, un home que intenta tornar de la mort abans que començar amb una nova vida."